# Simba, la lucha contra el Mau-Mau
Simba, la lucha contra el Mau-Mau es el nombre dado en España a película británica de 1955 Simba, un drama dirigido por Brian Desmond Hurst y protagonizado por Dirk Bogarde, Donald Sinden, Virginia McKenna y Basil Sydney. Una familia británica vive en África Oriental y se ve envuelta en el levantamiento de los Mau Mau.

## Trama
Alan Howard ( Dirk Bogarde ) viaja a Kenia para ver a su hermano, pero descubre que ha sido asesinado por los Mau Mau.

## Producción
Después del éxito de taquilla de Malasia (título original: The Planter's Wife, la esposa del hacendado) de 1952 la Organización Rank se interesó en hacer películas sobre otras historias imperiales contemporáneas y Earl St. John sugirió la presentación de una historia relacionada con el levantamiento de los Mau Mau. Anthony Perry fue enviado a Kenia, donde entre sus asesores figuraba Charles Njonjo. El guion fue reescrito más tarde por otro escritor.
La película se rodó principalmente en los estudios ingleses, con la fotografía de la segunda unidad en Kenia. Los productores habían esperado originalmente contar con Jack Hawkins, y utilizaron un doble suyo en Kenia. Pero Hawkins no estaba disponible, Bogarde fue elegido en su lugar. Gran parte de las imágenes de Kenia no se pudieron utilizar.

## Reparto
- Dirk Bogarde - Alan Howard
- Donald Sinden - Inspector de Drummond
- Virginia McKenna - Mary Crawford
- Basil Sydney - Sr. Crawford
- Marie Ney - Sra. Crawford
- Joseph Tomelty - Doctor Hughes
- Earl Cameron - Karanja
- Orlando Martins - Caudillo
- Ben Johnson - Kimani
- Frank Singuineau - Waweru
- Huntley Campbell - Josué
- Slim Harris - Chege
- Glyn Lawson - Mundati
- Harry Quashie - Thakla
- John Chandos - Colono
- Desmond Roberts - Coronel Bridgeman
- Errol John - Inspector de África